# Террі Мур
Террі Мур (англ. Terry Moor; нар. 23 квітня 1952) — колишній американський тенісист.
Найвищу одиночну позицію світового рейтингу — 32 місце досяг 29 жовтня, 1984 року.
Здобув 2 одиночні та 3 парні титули.
Найвищим досягненням на турнірах Великого шолома був фінал в парному розряді.
Завершив кар'єру 1987 року.

## Фінали турнірів Великого шолома

### Парний розряд
| Результат | Рік  | Турнір                               | Покриття | Партнер      | Суперники                    | Рахунок       |
| --------- | ---- | ------------------------------------ | -------- | ------------ | ---------------------------- | ------------- |
| Поразка   | 1981 | Відкритий чемпіонат Франції з тенісу | Ґрунт    | Еліот Телчер | Гайнц Ґюнтгардт Балаж Тароці | 6–2, 7–6, 6–3 |

## Фінали за кар'єру

### Одиночний розряд (2–4)
| Результат | W/L | Дата     | Турнір        | Покриття | Суперник         | Рахунок            |
| --------- | --- | -------- | ------------- | -------- | ---------------- | ------------------ |
| Поразка   | 0–1 | Гру 1977 | Бомбей, Індія | Ґрунт    | Віджай Амрітрадж | 4–6, 1–6           |
| Поразка   | 0–2 | Лип 1979 | Луїсвілл, США | Ґрунт    | Джон Александер  | 6–7, 7–6, 3–3 ret. |
| Перемога  | 1–2 | Жов 1979 | Токіо, Японія | Ґрунт    | Пет Дюпре        | 3–6, 7–6, 6–2      |
| Поразка   | 1–3 | Сер 1980 | Атланта, США  | Ґрунт    | Еліот Телчер     | 2–6, 2–6           |
| Перемога  | 2–3 | Сер 1984 | Клівленд, США | Тверде   | Марті Девіс      | 3–6, 7–6, 6–2      |
| Поразка   | 2–4 | Жов 1984 | Токіо, Японія | Тверде   | Девід Пейт       | 3–6, 5–7           |

### Парний розряд (3–7)
| Результат | W/L | Дата     | Турнір                                      | Покриття  | Партнер      | Суперники                              | Рахунок                   |
| --------- | --- | -------- | ------------------------------------------- | --------- | ------------ | -------------------------------------- | ------------------------- |
| Поразка   | 0–1 | Лис 1977 | Маніла, Філіппіни                           | Тверде    | Майк Кейгілл | Кріс Кехел Джон Маркс                  | 6–4, 0–6, 6–7             |
| Перемога  | 1–1 | Гру 1977 | Бомбей, Індія                               | Ґрунт     | Майк Кейгілл | Марсельйо Лара Джасліт Сінг (тенісист) | 6–7, 6–4, 6–4             |
| Поразка   | 1–2 | Лис 1979 | Токіо Indoor, Японія                        | Килим     | Майк Кейгілл | Марті Ріссен Шервуд Стюарт             | 4–6, 6–7                  |
| Перемога  | 2–2 | Бер 1980 | Новий Орлеан, США                           | Килим (i) | Еліот Телчер | Реймонд Мур Роберт Троголо             | 7–1, 6–1                  |
| Поразка   | 2–3 | Жов 1980 | Токіо, Японія                               | Ґрунт     | Еліот Телчер | Росс Кейс Хайме Фійоль                 | 3–6, 6–3, 4–6             |
| Поразка   | 2–4 | Лют 1981 | Indian Wells Open, США                      | Тверде    | Еліот Телчер | Брюс Менсон Браян Тічер                | 6–7, 2–6                  |
| Поразка   | 2–5 | Чер 1981 | Відкритий чемпіонат Франції з тенісу, Париж | Ґрунт     | Еліот Телчер | Гайнц Ґюнтгардт Балаж Тароці           | 2–6, 6–7, 3–6             |
| Перемога  | 3–5 | Лис 1981 | Йоганнесбург, ПАР                           | Тверде    | Джон Юїлл    | Фріц Бунінг Расселл Сімпсон (тенісист) | 6–3, 5–7, 6–4, 6–7, 12–10 |
| Поразка   | 3–6 | Жов 1982 | Відень, Австрія                             | Килим (i) | Марк Діксон  | Анрі Леконт Павел Сложил               | 1–6, 6–7                  |
| Поразка   | 3–7 | Сер 1984 | Колумбус, США                               | Тверде    | Бад Кокс     | Сенді Меєр Стен Сміт                   | 4–6, 7–6, 5–7             |